# 六甲人工島

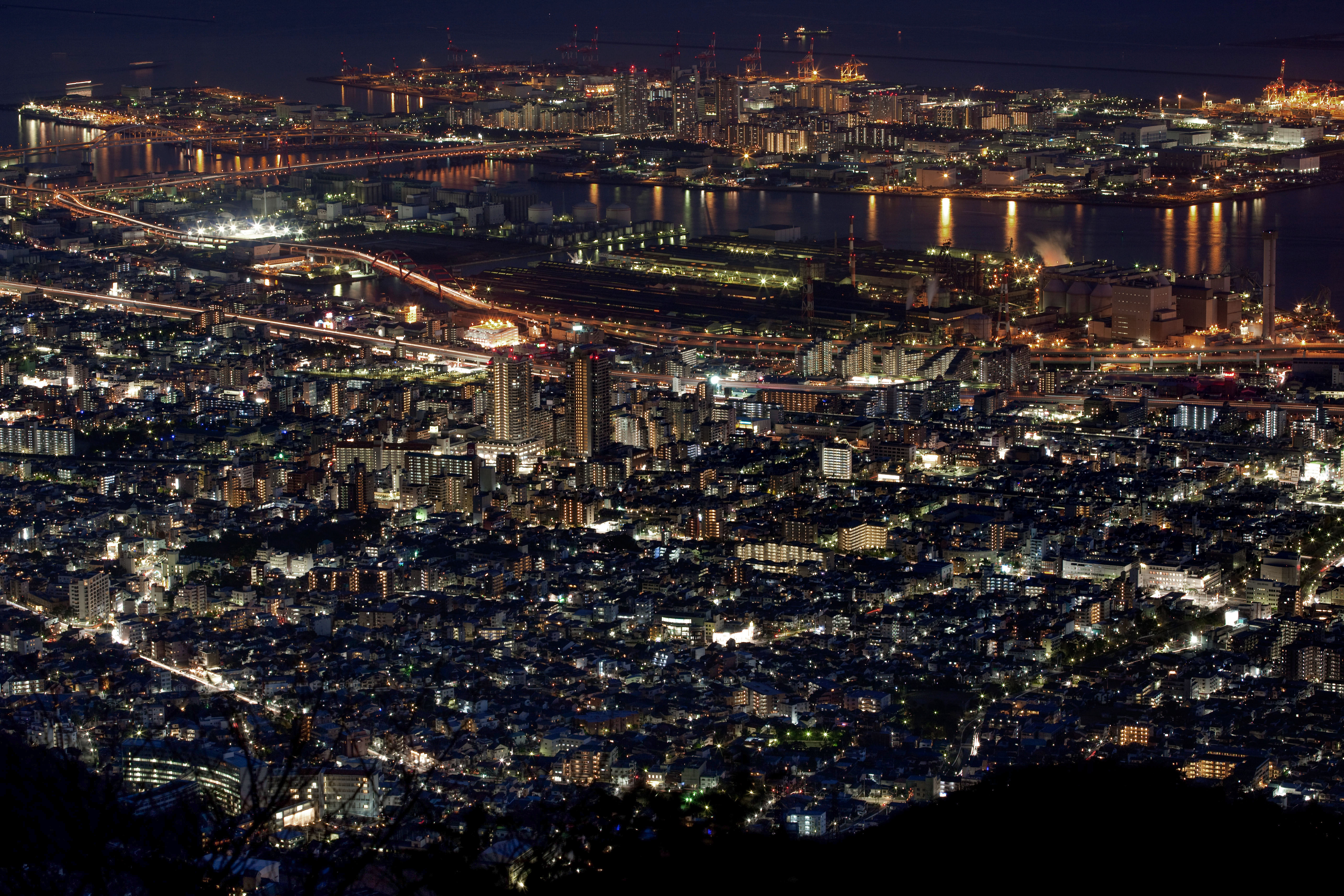
從六甲山望向六甲人工島

六甲人工島（日語：六甲アイランド）是位於日本兵庫縣神戶市東灘區的人工島，總面積約5.95平方千米。人工島分為三個町（向洋町中、向洋町西、向洋町東）。大多數居民都居住在向洋町中，向洋町東和向洋町西則有較多工廠。
與神戶市另一座大型人工島港灣人工島相比，六甲人工島的主要建設目的是用於住宅地。企業、住宅、店鋪、各種公共設施大多集中在人工島的中部，特別是有眾多時尚設施位於六甲人工島。跨國日用品製造商寶潔的日本總部也位於這裡，因此島上居住有不少外國人。

## 外部連結
- 六甲アイランド地域情報サイト（rokko-island.com） （页面存档备份，存于） - 六甲アイランド地域振興会

34°41′N 135°16′E / 34.683°N 135.267°E